# Georges Stuber
Georges Stuber   (Zug, 11 de maig de 1925 - Zug, 16 d'abril de 2006) fou un futbolista suís de la dècada de 1950.

## Trajectòria
Jugava a la posició de porter. Pel que fa a clubs, jugà als clubs FC Luzern, FC Lausanne-Sport, i Servette FC. També defensà els colors de la selecció suïssa, amb la qual disputà el Mundial del Brasil 1950 i Suïssa 1954.